# The Prophecy (filme de 1995)
The Prophecy (Brasil: Anjos Rebeldes / Portugal: O Exército de Deus) é um filme estadunidense realizado no ano de 1995, dos gêneros terror, suspense e fantasia. A obra trata de temas como religião e batalha angelical.

## Sinopse
Um ex-padre que agora é policial, Thomas Dagget, se vê envolvido em uma guerra de anjos. O arcanjo Gabriel (Christopher Walken), revoltado com o fato de Deus ter dado alma aos seres humanos, procura almas para montar um exército e assim tomar de assalto os céus para nenhuma alma terrestre ter lugar lá. Somente o ex-padre e uma menina chamada Mary podem detê-lo.

## Elenco
- Christopher Walken como Gabriel
- Elias Koteas como Thomas Dagget
- Virginia Madsen como Katherine
- Eric Stoltz como Simon
- Viggo Mortensen como Lucifer
- Amanda Plummer como Rachael
- Moriah Shining Dove Snyder como Mary
- Adam Goldberg como Jerry
- Steve Hytner como Joseph
- J.C. Quinn como Burrows
- Jeff Cadiente como Uziel
- Patrick McAllister como Col. Hawthorne